# Синицын, Сергей Яковлевич
Серге́й Я́ковлевич Сини́цын (3 февраля 1932 — 21 июня 2017) — советский, российский дипломат, писатель. Чрезвычайный и полномочный посол (7 декабря 1990).

## Биография
Член КПСС. Окончил Московский государственный институт международных отношений (МГИМО) МИД СССР (1956). На дипломатической работе с 1956 года.
- В 1956—1961 годах — стажёр, атташе Посольства СССР в Эфиопии.
- В 1964—1966 годах — первый секретарь Посольства СССР в Замбии.
- В 1971—1977 годах — советник-посланник Посольства СССР в Эфиопии.
- В 1977—1978 годах — эксперт Африканского отдела МИД СССР.
- В 1978—1986 годах — заместитель заведующего Африканским отделом МИД СССР.
- В 1986—1990 годах — заведующий Отделом по вопросам Движения неприсоединения МИД СССР.
- С 7 декабря 1990 по 2 ноября 1992 года — чрезвычайный и полномочный посол СССР, затем Российской Федерации (с 1991) в Сан-Томе и Принсипи[2][3].

С 1992 года — в отставке.

## Публикации
- Миссия в Эфиопии: Эфиопия, Африканский Рог и политика СССР глазами советского дипломата, 1956—1982 гг. / С. Я. Синицын; Ин-т Африки РАН, Совет ветеранов МИД РФ. — М. : XXI в. — Согласие, 2001. ISBN 5-201-04718-1
- На заре африканской независимости: из воспоминаний дипломата. С. Я. Синицын; Ин-т Африки РАН, Совет ветеранов МИД РФ, 2003.
- Оставленные рубежи = Forsaken positions: из воспоминаний дипломата. С. Я. Синицын; Ин-т Африки РАН, Совет ветеранов МИД РФ. — Москва : ИА, 2006. ISBN 5-201-04817-X
- Русский «крест» России: (к вопросу о русской национальной идее и евразийской судьбе России) / С. Я. Синицын. — М. : РФК-Имидж Лаб, 2010. ISBN 978-5-93905-034-0.